# Thomas Addis Emmet
Thomas Addis Emmet, född 24 april 1764, död 14 november 1827, var en amerikansk politiker. Han var bror till Robert Emmet.
Emmet var 1798 en av ledarna för en irländsk nationalistkomplott men undslapp med fängelsestraff och slutade sina dagar som advokat i New York.
Emmet var attorney general i delstaten New York 1812–1813.